# ジャスティ (漫画)
『ジャスティ』は、岡崎つぐおによる日本の漫画作品、およびこれを原作としたOVA作品。電子書籍版では『COSMO POLICE ジャスティ』として配信されている。続編にあたる『ジャスティ 〜ESPERS LEGEND〜』についても本項で説明を行う。

## 概要
月刊少年漫画雑誌『少年サンデー増刊号』（小学館）の1981年8月号に第一話『CP・Σ04-1』が読切掲載され、その後1981年11月号から1984年8月号にかけて連載された。単行本は小学館：少年サンデーコミックスより全5巻。絶版後はスコラ：バーガーSCより全5巻が再版された。
宇宙最強の超能力者・ジャスティの活躍と苦悩を描いたSF漫画で、岡崎の出世作。しかし、地球編での「インチキ新興宗教を撲滅させる展開」に対して、宗教団体から裁判を起こされる可能性を恐れた編集部が舞台を宇宙に戻すことを要求。岡崎がそれを拒んだことにより、中途半端なところで打ち切られる結果となった。
2009年7月15日発売の『少年サンデー1983』に作者のインタビューと共に2009年バージョンのジャスティのミニイラストが掲載される。またデビュー作である『2年A組星子先生』は主人公がジェルナでジャスティ、ボルバーと思しき人物も登場する後の代表作『ジャスティ』『ただいま授業中!』の原型的作品となっている。
以下の単行本未収録作品がある。
- 1985年『少年サンデー増刊7月号』に『アニメ化記念特別編 50ページ』を掲載（電子書籍『ジャスティ 〜ESPERS LEGEND〜』3巻に収録）。
- 2001年秋『リイドコミック爆』に『〜青髪のネオランビス〜』前後編を掲載。作者が真の最終話としている。

ebook Japan発行のWebマガジン『KATANA』2011年9月号に新作が発表され、同誌にて『ESPERS LEGEND ジャスティ ネオランビス編』が連載中であったが同誌が廃刊になり連載は終了している。『ネオランビス編』は、アンドロメダ反乱軍の戦いから30年後の物語であり、その間のジャスティ本人は、最後の戦闘の影響での「光速度時空同調障害」により、最後の戦闘から数時間後経過した状態で存在しているなど、旧作との設定の相違がある。また、この連載に伴い『ジャスティ 〜ESPERS LEGEND〜』が電子書籍専用で7巻まで販売されている。旧来のコミックスの3巻までを含み、4巻以降を新連載版としている。

## あらすじ
銀河系監察宇宙局・コズモポリスに所属するエスパー、ジャスティ・カイザード。宇宙全域で発生する、犯罪超人（クリミナル・エスパー）による様々な超能力犯罪を捜査、場合によっては自らの強大なESPで対抗し、彼らを「処分」する。
義理の姉で元エスパーのジェルナ、犯罪超人の娘だったエスパー少女・アスタリス達との生活に僅かばかりの平安を得ながらも、彼は果て無き犯罪超人との戦いに身を投じていく。
そして、太陽系に侵攻する、アンドロメダ反乱軍5000の大艦隊。強大な力を持つエスパーに率いられた彼らに、コズモポリスは「エスパーコマンド」を組織して対抗、ここに銀河系大戦が勃発する。コマンドにはジャスティの他に、失われていたESP能力が復活したジェルナも居た。しかし、想像を超える力を持って侵攻する反乱軍にエスパーコマンドは全滅。愛するジェルナをも失ったジャスティの怒りは百万光年の距離をも超越するESPとして発現し、激しい追撃の末ついに反乱軍の首領を処分するのだった。
地球に漂着したジャスティは、同じく地球に流れ着いたアンドロメダ反乱軍の残党を察知する。しかし大戦終結以後、宇宙最強と称されたESPを発揮できずにいた。コズモポリスに保護され、一旦は帰還したジャスティ。彼は、ESPを封じていたものがジェルナの「魂」である事を知る。彼女の「声」に、失いかけていた己の存在意義とESPを取り戻した彼は、再び地球に降り立ち、残党達を追撃し全て処分するのだった。
宇宙最強のエスパー、ジャスティ・カイザードの戦いは、まだ続く…。

## 登場人物
ジャスティ・カイザード
銀河系 ペルウィング恒星系　第6惑星　サファーヤ出身
銀河系監察宇宙局 (ギャラクシーパトロールシステム)　コズモ・ポリス所属のエスパー。所属ナンバーはΣ04-1。
宇宙最強のESP使いと称され怖れられるが、心優しい性格の為「犯罪超人の処分屋」としての非情な任務に手を染めねばならない事に心を痛めてもいる。ヘアバンド状のESP制御リングを常に着用しそのESPを10万分の1に抑えているが、強大なESPを制御しきれず、無意識に力を開放してしまう事もある（通常、ESP制御リングを着用すると超能力は実質的に無効化されるが、彼はESP制御リングを着用した状態で、非着用の他エスパー以上の超能力を発揮する）。
作中、犯罪超人の罠に掛かって右腕を失い、その後は機械の腕をつけている。
アンドロメダ反乱軍との銀河系大戦の際は、エスパーコマンド　No.09としてジェルナ達と共に前線に参加。
家族は義理の姉ジェルナただ一人。過酷な戦いの中、肉親の情を超えて互いに惹かれあい、結ばれる。また犯罪超人マグナマム・ベガの娘アスタリスを引き取り、実の妹の様に可愛がっている。
地球上での任務の際は「神名代純（かみなだい じゅん）」を名乗る。
『ネオランビス編』においては、新たなコードネームとして「Σネオランビス01」としてV因子を銀河系から抹消する任務に就く。
ジェルナ・フレア・スター
コズモポリス所属の元エスパー。ある事件が元でESP能力を失い、内勤に転属していた。
かつて天涯孤独だった幼少の頃のジャスティを引き取り、実の弟の様に育てる。しかし互いに肉親以上の感情が芽生え、結ばれる。その後ESP能力が復活し、銀河系大戦においてエスパーコマンドとして前線復帰するも、アンドロメダ反乱軍の首領の手に掛かり殺されてしまう。死してなお、その「魂」は、復讐心の為に増大し続けるジャスティのESPを封じてしまった。
作者のデビュー作「2年A組星子先生」の主役でもあり、同作にはジャスティとボルバーも登場している。
アスタリス・ベガ
犯罪超人マグナマム・ベガの娘。初登場時の年齢は5歳だが、目の前で父を殺害したジャスティへの復讐心から、秘めていたESPが暴走して肉体が急成長し、外観だけは大人となった。
ジェルナを人質にしてジャスティに戦いを挑むが敵わず、「犯罪者のマグナマムと共に優しいパパも殺してしまった」と詫びる彼の優しさに受け止められ救済される。以後は彼に引き取られ、兄の様に慕っている。この事件の影響から、子供ながら非常に強力なESPの持ち主となった為、彼女もESP制御リングを常用している。
ジャスティ二度目の地球任務の際は、彼に同行し、立花美子とも知り合う。
『ネオランビス編』においては、ジャスティとの再会を果たせぬまま、アンドロメダ反乱軍の残党との戦いで命を落としたとされていた。実際にはジェルナやジャスティを失った悲しみから自己否定によって実体を失い銀河を意識のみの状態で彷徨っていたが、ジャスティの帰還を感知し、その存在を認識したことで実体化し復活した。
生前彼女から得られたESP因子から、この時代のコズモポリスメンバーには、彼女のESP因子を移植された「アスタリス・チルドレン」と呼ばれる集団が存在している。因子の移植を受けた時期は10代になるかどうかという年齢だったためか、復活したアスタリスからは子ども扱いされている（とはいえ、実際に生きてきた年齢はアスタリスの方が下）。
レクター
銀河系監察宇宙局・コズモポリス司令官。ジャスティ達に指令を下す。
『ネオランビス編』においては提督となっている。
ボルバー・シークレン
コズモポリスメンバー。所属ナンバーはΣ03-1。
ジャスティの兄貴分的存在で非常に陽気な性格。Σナンバーを持っているが物語中ESPを使用する描写は無く、（ESP残留調査に探査器を使用していたりするので）非ESPと思われる。大戦後は艦船規模の戦力を持つ反乱軍残党の掃討任務に就く。ジェルナに思慕を抱いており、生き残ったジャスティを殴りつけ罵倒してしまうが、理不尽は自覚しており謝罪したのち任務に戻っていった。
『ネオランビス編』においてはコズモポリス司令官となっている。
立花美子
地球・日本の夢野学園一年A組に所属する女学生。快活で面倒見のよい性格。保健委員。
犯罪超人ペリア・カークとビルファ原人を追い一高校生として現れた「神名代純」＝ジャスティと邂逅。彼らの戦いに巻き込まれ窮地に陥るが、間一髪でジャスティに救われる。
事件後、彼から記憶操作を受けなかった為、その存在を地球上で唯一記憶し恋慕の情を抱くのだが、級友からは「居もしないアニメヒーローに憧れるネンネの子」とからかわれてしまう。
その後、二度目の地球任務の為地球に降り立ったジャスティと再会する。
『ネオランビス編』においては、科学者となっており、ニュートリノ実験を契機に精神感応の能力を発現、これが物語の発端となる。娘・ミカがいるが、結婚歴はなく彼女の卵子のみが自己分裂して生まれたクローンないし（後から生まれた）双子の姉妹のような関係。
キャツリアーダ・ルゼルブ
惑星ロステッサを統治する女王。国家生誕500周年式典の開催にあたり、期間中、コズモポリスに第一級警護員として身辺警護を依頼する。
その肉体はクローン体で、500年の間国家を統治してきたその本体（頭脳の形をしている）は、女王貴下・マキシナー第一艦隊の主力戦艦内に格納されていた。女王はクローン体を暗殺する事で、警護に“失敗”した銀河連邦に対し圧力を掛け、莫大な賠償を得ようと画策していた。
しかし、そのクローン体にも本体と同じ意識が宿ってしまい、死を拒絶する様になる。
リッガム・マッソン
Dr.バール・マッソンの生体実験の末に生み出された、13番目の試作人造エスパー。
強大なESP能力が引き出された為代謝機能に悪影響が及び、わずか数日で10数年分の肉体的成長を遂げた。全身を覆うプロテクターを装着していないと、生体エネルギーが流出し老死してしまう。このため外見上は大人だが、実年齢は10歳。
最後まで自身がDr.の実子である事を信じて疑わなかった。そのため、悪事と知りつつもDr.の命に従い、ESP犯罪に手を染める。出生の秘密をDr.から聞かされESPを開放、彼を道連れに消滅する。
Dr.バール・マッソン
人工的にエスパーを作り出す研究を行なっていた。しかしその手段は、数多くの孤児達を使った非合法的な生体実験であった。その為コズモポリスから指名手配され、惑星アクア・ラモに逃亡していたところを、たまたま休暇で訪れていたジャスティ達と遭遇する。
リッガムには自分の息子としての記憶を植えつけていたが、彼に対する肉親的感情は皆無。ただの試作品・失敗作としてしか見做していなかった。
フェアリ・ヴィック
ジャスティの初恋の相手であり、「青い魔女」の異名で呼ばれる抗（マイナス）エスパー。家族を殺した犯罪超人を一掃するためにDr.ラーグ・フェルダによる肉体改造を受け入れ抗エスパ―となるが、恒常的に生体エネルギーを吸収しなければ生存できない身体となり、理性を失くし罪もない人々を殺害してしまう。ジャスティの保護下で一時的に執行猶予に処されるものの、フェアリの身体性質の改善は不可能とみなされコズモ・ポリスの拘束処置を受けそうになるが、ジャスティによって殺されることを望んで生体エネルギーの存在しない小惑星へ逃走。追跡してきたジャスティと互いの能力のすべてを交感しあったすえに消滅する。
ヴァルザール・パル・コルカル
アンドロメダ星雲から銀河系に飛来した艦隊の長。その正体は自らのESP能力とそれを受け継いだ子供たちによるヴァルザール王朝を作ろうとした反乱軍の首魁。
銀河軍の集結と編成が整うまでの時間稼ぎとして組織されたエスパー・コマンド部隊を1人で壊滅させるが、ジェルナを失った怒りと悲しみに囚われたジャスティとの戦いに敗れた。
『ネオランビス編』においては彼の血を受け継ぐ者たちは「V因子」と呼ばれ、残党軍の中でも最優先抹殺対象となっている。
ラウミス
アニメ版に登場する犯罪超人。テレパシーにより、アスタリスの潜在意識に残る肉親（＝マグナマム）の情とジャスティへの憎悪を復讐心に転換させ、ジャスティと戦わせようとした。
最終的にアスタリスを解放したジャスティの追撃を受け、頭部にESP攻撃を食らい、死亡。

## アニメ
『COSMO POLICE ジャスティ』は1985年にビデオアニメ化され、7月20日に 『エリア88』とともに劇場先行公開される。ストーリーはオリジナルで原作者がこの企画のために構想。アニメ公開前の『少年サンデー増刊7月号』に『特別編』として掲載された（電子書籍『ジャスティ 〜ESPERS LEGEND〜』3巻に収録）。ジャスティとアスタリスが中心となる物語となっている。

### 声の出演
- ジャスティ・カイザード - 井上和彦
- アスタリス・ベガ - 冨永みーな
- ラウミス - 飯塚昭三
- ジェルナ・フレアスター - 横沢啓子
- レクター - 若本紀昭
- ボルバー・シークレン - 小野健一

### スタッフ
- 原作・原案・キャラクターデザイン - 岡崎つぐお
- 監督・作画監督 - 高橋資祐
- 脚本 - 星山博之
- 演出 - 上村修
- アニメーションキャラクターデザイン - 遠藤祐一
- メカニックデザイン - 柿沼秀樹（スタッフクレジットには表記無し）
- 主題歌 - 麻倉未稀「孤独の戦士 (ロンリー ハンター)」
- 音楽 - 渡辺博也
- 美術監督 - 新井寅雄
- 撮影監督 - 藤田正明
- 録音監督 - 斯波重治
- プロデューサー - 布川ゆうじ
- 制作 - スタジオぴえろ